# 3316-os mellékút (Magyarország)
A 3316-os számú mellékút egy több, mint 36 kilométer hosszú, négy számjegyű mellékút Hajdú-Bihar vármegyében. Tiszacsege és Balmazújváros összekötését teszi lehetővé egymással, illetve a vármegyeszékhely Debrecennel, hosszú szakaszain a Hortobágyi Nemzeti Park területei között, vagy legalább annak határvonalán halad.

## Nyomvonala
A 3315-ös útból ágazik ki, néhány lépésre annak 25. kilométerétől, Tiszacsege külterületén, a várostól mintegy 6 kilométerre keletre. Kelet-délkelet felé indul, kezdeti szakaszán a Hortobágyi Nemzeti Park északi határvonalát kíséri, majd alig másfél kilométer után be is lép a nemzeti park területére. Nem sokkal ezután kicsit keletebbi irányt vesz, és szinte pontosan 6 kilométer megtétele után átlépi Balmazújváros közigazgatási határát. Nagyjából 5 kilométeren át teljesen egyenesen húzódik, majd néhány enyhébb irányváltása következik, közben, a 11+850-es kilométerszelvénye táján keresztezi a Hortobágy folyót.
A híd közvetlen térségében, nagyjából 150-200 méteren át Hortobágy település közigazgatási területén húzódik, majd a község és Balmazújváros határvonalát követi, egészen a 19+750-es kilométerszelvényéig, ahol egy kisebb vízfolyást keresztez és teljes egészében a város területére ér. Közben egy hosszabb szakaszon kilép a nemzeti park területéről, 12,8 kilométer megtétele után pedig kiágazik belőle észak-északkelet felé egy alsóbbrendű út, amely Balmazújváros Lászlóháza és Kisszeg nevű, különálló külterületi városrészeire vezet.
21,7 kilométer után éri el Balmazújváros legnyugatibb házait, és egyúttal keresztezi a Debrecen–Füzesabony-vasútvonalat. A városközpontig a Veres Péter utca nevet viseli, majd ott, a 23+400-as kilométerszelvénye táján, néhány lépésnyi különbséggel kiágazik belőle a 3321-es út dél-délnyugati irányban, Nagyhegyes–Hajdúszoboszló felé, valamint a 3323-as út északkeleti irányban, Hajdúnánás és Hajdúböszörmény felé. A folytatása már a Debreceni utca nevet viseli, egészen a város lakott területének széléig, amit körülbelül 25,4 kilométer teljesítése után ér el.
Innentől úgyszólván végig, bő tíz kilométeren át az előbb említett vasútvonalat kíséri; nagyjából egy kilométerrel a város szélétől egymás mellett haladnak át a Keleti-főcsatorna felett, és a sínek közvetlen közelségében keresztezi az út, a 32+900-as kilométerszelvényénél a Hajdúböszörménytől Hajdúszoboszlóig húzódó (de a hossza nagy részében szilárd burkolat nélküli) 3319-es utat is – ennek kilométer-számozása itt már 10,3 kilométer után jár –; ugyanitt mindkét vonalas létesítmény beér Debrecen közigazgatási területére.
A 35. kilométere táján az út elhalad Macs vasútállomás mellett, majd az állomás keleti végénél kiágazik belőle észak felé a Nagymacs városrészbe vezető 33 122-es számú mellékút. Utolsó métereire délnek fordul, így eltávolodik a vasúttól, végül belecsatlakozik a 33-as főútba, annak 98+800-as kilométerszelvényénél, a Látóképi csárda és az arról elnevezett buszmegálló mellett.
Teljes hossza, az országos közutak térképes nyilvántartását szolgáló kira.gov.hu adatbázisa szerint 36,677 kilométer.

## Települések az út mentén
- Tiszacsege
- (Hortobágy)
- Balmazújváros
- Debrecen